# 435 Ella
435 Ella là một tiểu hành tinh ở vành đai chính. Nó được Max Wolf và A. Schwassmann phát hiện ngày 11.9.1898 ở Heidelberg. Không biết rõ nguồn gốc tên của nó.